# 田村恵 (野球)
田村 恵（たむら けい、1976年5月22日 - ）は、福岡県田川郡糸田町出身の元プロ野球選手（捕手）。現在は広島東洋カープのスカウトを務める。

## 経歴
1992年、鹿児島商工高等学校に入学。その年の夏の甲子園では1年生ながら控え捕手としてベンチ入りする。その後1年の秋から同期の福岡真一郎（九産大 - プリンスホテル）とバッテリーを組み、1993年には春夏連続で甲子園に出場する。
1994年、校名が「樟南高等学校」に変更される。その年の夏の甲子園ではチームの主将を務め、準優勝という成績を収めた。当初は進学予定であったがその後、同年のドラフト会議で広島東洋カープから6位で指名され、契約金3000万円、年俸400万円で入団する。
1998年、一軍初出場を果たす。以降、2000年までの3年間で一軍の試合に計62試合出場するが、2002年に戦力外となった。同年オフに現役を引退する。
現役引退後、スコアラーを経て、2004年から広島東洋カープの九州地区担当スカウトを務める。2013年のドラフト会議では、担当スカウトとして球団史上初めて抽選に臨み、大瀬良大地の交渉権を獲得したことで話題になった。

## 人物
高校時代、福岡真一郎とのバッテリーはアイドル的な人気を博した。田村も「黒縁眼鏡の捕手」として注目を集め、強肩も相俟って「古田2世」と評されることもあった。城島健司を差し置いて高校日本代表で正捕手を務め、小野仁らとバッテリーを組んだ。
本職は捕手だが、二軍（ウエスタン・リーグ）では外野・内野での出場もあった。
スカウトとしては選手の伸びしろを重視しており、スカウト活動では「選手が24、25歳になった時の成長曲線を描く」ようにしているという。田村が担当した選手には、上述した大瀬良の他にも安部友裕、松山竜平、今村猛、中﨑翔太、戸田隆矢などがいる。

## 詳細情報

### 年度別打撃成績
| 年 度     | 球 団     | 試 合 | 打 席 | 打 数 | 得 点 | 安 打 | 二 塁 打 | 三 塁 打 | 本 塁 打 | 塁 打 | 打 点 | 盗 塁 | 盗 塁 死 | 犠 打 | 犠 飛 | 四 球 | 敬 遠 | 死 球 | 三 振 | 併 殺 打 | 打 率 | 出 塁 率 | 長 打 率 | O P S |
| --------- | --------- | ----- | ----- | ----- | ----- | ----- | -------- | -------- | -------- | ----- | ----- | ----- | -------- | ----- | ----- | ----- | ----- | ----- | ----- | -------- | ----- | -------- | -------- | ----- |
| 1998      | 広島      | 28    | 44    | 41    | 4     | 9     | 2        | 0        | 0        | 11    | 0     | 0     | 0        | 0     | 0     | 3     | 0     | 0     | 7     | 3        | .220  | .273     | .268     | .541  |
| 1999      | 広島      | 12    | 23    | 20    | 1     | 5     | 1        | 0        | 0        | 6     | 1     | 0     | 0        | 1     | 0     | 2     | 0     | 0     | 1     | 1        | .250  | .318     | .300     | .618  |
| 2000      | 広島      | 22    | 19    | 19    | 1     | 2     | 1        | 0        | 0        | 3     | 0     | 1     | 0        | 0     | 0     | 0     | 0     | 0     | 1     | 0        | .105  | .105     | .158     | .263  |
| 通算：3年 | 通算：3年 | 62    | 86    | 80    | 6     | 16    | 4        | 0        | 0        | 20    | 1     | 1     | 0        | 1     | 0     | 5     | 0     | 0     | 9     | 4        | .200  | .247     | .250     | .497  |

### 記録
- 初出場：1998年7月30日、対阪神タイガース16回戦（阪神甲子園球場）、7回裏に捕手で出場
- 初先発出場：1998年8月8日、対横浜ベイスターズ21回戦（広島市民球場）、8番・捕手で先発出場
- 初安打：同上、5回裏に川村丈夫から中前安打
- 初打点：1999年10月6日、対横浜ベイスターズ27回戦（広島市民球場）、8回裏に阿波野秀幸から中前適時打
- 初盗塁：2000年6月11日、対中日ドラゴンズ13回戦（ナゴヤドーム）、9回表に二盗（投手：エディ・ギャラード、捕手：中村武志）

### 背番号
- 60 （1995年 - 2002年）